# Anita Miller
Anita Miller, född den 14 maj 1951 i Bryn Mawr i Pennsylvania i USA, är en amerikansk landhockeyspelare.
Hon tog OS-brons i damernas landhockeyturnering i samband med de olympiska landhockeytävlingarna 1984 i Los Angeles.